# 생일 축하합니다

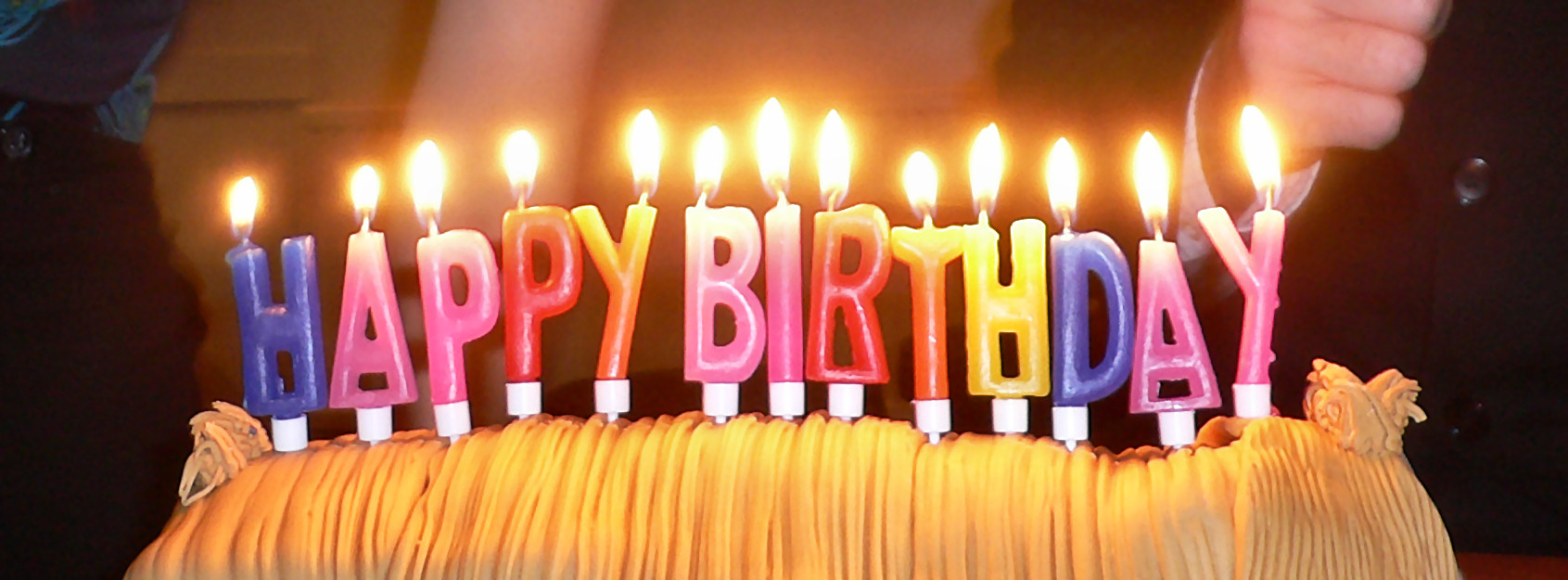
이 노래에 수반되는 많은 종류의 생일 케이크 장식 중 하나인 "생일 축하해"라는 철자를 적은 양초들

〈생일 축하합니다〉(Happy Birthday to You) 또는 생일 축하의 노래는 태어난 날을 기념하여 축하하기 위해 부르는 노래이다. 기네스 세계 기록에 따르면, 〈생일 축하합니다〉는 For He's a Jolly Good Fellow와 올드 랭 사인에 이어 영어로 부르는 가장 잘 알려진 노래라고 한다. 이 노래의 기본 가사는 적어도 18개 언어로 번역되었으며 영어가 모국어가 아닌 곳에서 대부분 영어 가사로 부른다. 이를테면 중국과 한국에서는 번역된 모국어로 부르지만, 일본에서는 이 노래가 일본어로 된 가사가 없어서 영어로 부른다. 이 노래를 2가지 언어로 부르는 곳도 존재한다.
여호와의 증인 신도들은 성서에서 생일을 축하하지 말라고 지도하는 교리 때문에 이 노래를 부르거나 들을 수 없다. 이 노래를 부르거나 들어 본 적이 있다는 여호와의 증인 신도들은 모두 나중에 해당 종교에 입교한 사람들이다.
〈생일 축하합니다〉의 곡조는 미국의 패티 힐과 밀드레드 힐이 켄터키주 루이빌의 학교 선생으로 일했던 1893년에 지은 것으로 처음 노래는 원래 〈Good Morning to All〉(모두에게 아침 인사를)이라는 가사로 교실을 맞이하기 위해 고안된 것이다.

## 저작권
이 노래의 멜로디와 가사는 과거에 이미 존재했을 가능성이 있으나 인쇄물로는 1912년에 처음 등장하였다., pp. 31–32 사람들이 알고 있는 생일 축하 가사는 프레스톤 웨어 오렘(Preston Ware Orem)을 통해 1935년에 서미(Summy) 사에 의해 저작권이 확립되었다. 법인 저작물에 대한 저작권 수명이 공표후 50년인 캐나다와 다른 국가에서는 1985년에 저작권이 종료되었다.
이 노래는 가사를 포함하기 위해 최초로 쓰여진 버전으로 알려져 있다. 1990년에는 저작권을 쥐고 있던 회사를 워너 셰펠이 1500만 달러를 주고 구매하였고, 그 가운데 "생일 축하합니다"의 가치는 500만 달러로 측정되었다. 1935년 저작권 등록을 기반으로 미국에서 2030년에 저작권이 끝날 예정이므로 워너는 이 노래에 대한 허가 받지 않은 공연은 로열티가 지급되지 않으면 기술적으로 불법이라고 주장한다. 한 예로 2010년 2월 로열티는 700달러로 추산되었다. 유럽 연합에서는 이 노래의 저작권이 2016년 12월 31일 종료되었다.〈생일 축하합니다〉의 실질적인 미국의 저작권 지위는 1998년 저작권 보호기간 연장법안이 통과되며 집중을 받기 시작했다. 미국 연방 대법원은 2003년 엘드리드 대 애시크로프트 사건에서 이 법안을 지지하면서 연방 대법원 판사 스티븐 브레이어는 그의 반대 의견에서 구체적으로 〈생일 축하합니다〉를 언급했다. 그러나 이 노래를 집중적으로 연구한 미국의 법률가 로버트 브로네이스는 이 노래가 여전히 저작권 보호를 받는지에 대해 강한 의구심을 드러냈다.
한편 대한민국의 사례의 경우 한국 영화 7급 공무원에 이 노래를 부르는 장면이 있는데, 제작자가 저작권료 12,000달러를 지불한 바 있다.
이 노래의 저작권을 주장하는 것에 문제를 제기한 로버트 브로네이스의 연구에 기반하여 영화가 제작되었고 제니퍼 넬슨의 굿모닝투유 프로덕션은 그 영화에 이 노래를 사용하며 1500달러를 지불하였다. 2013년 6월 10일 이 영화사는 로버트 브로네이스의 연구에 기반하여 1500달러를 돌려주고 2009년 이후 노래에 대해 로열티를 지불한 사람 및 회사에게 로열티를 반환하라는 집단 소송을 제기하였다. 일주일 뒤, 캘리포니아중부연방지방법원에 Rupa Marya v. Warner Chappell Music Inc이라는 비슷한 소송이 접수되었다. 5주 뒤 제니퍼 넬슨이 캘리포니아주 법원에 다시 소송을 제출해 두 사건이 병합된 채 재판이 진행 중이다.

## 가사

### Good Morning to All
원문

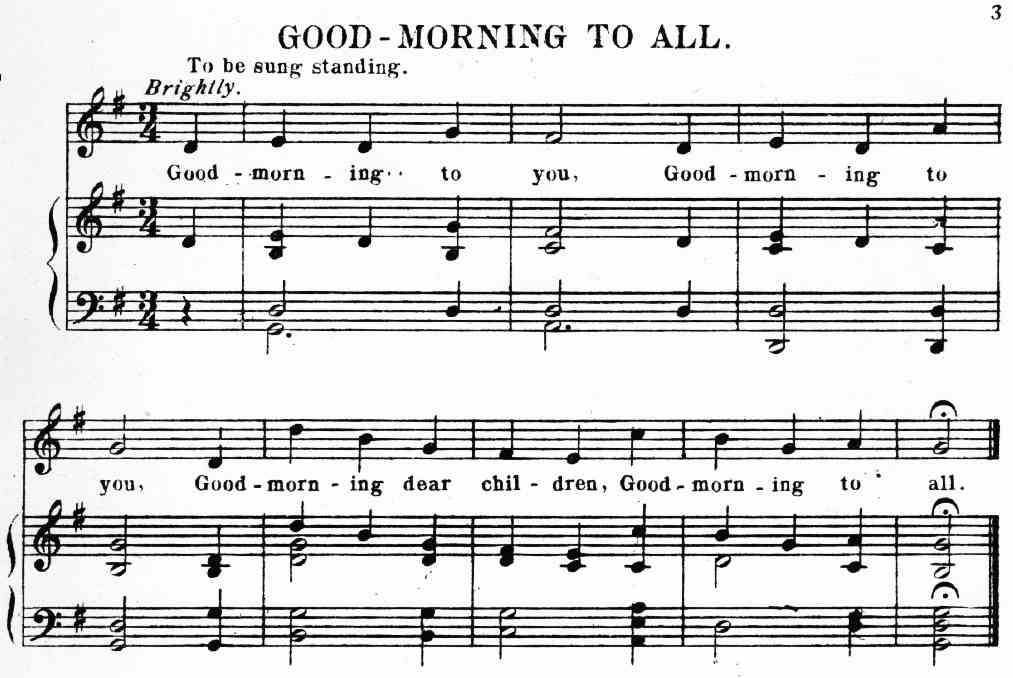
Good-Morning to All의 노래 가사

〈Good Morning to All〉(모두에게 아침 인사를〉의 가사는 패티 스미스 힐이 작사했다.
Good morning to you,
Good morning to you,
Good morning, dear children,
Good morning to all.
한국어 번역
아침 인사해요
아침 인사해요
사랑하는 아이들에게
아침 인사해요

### Happy Birthday to You
구조적으로 〈Happy Birthday to You〉는 4개의 줄로 되어 있으며, 이 가운데 3개는 동일하다. 동일한 3개의 줄은 각각 이 노래의 제목 "Happy birthday to you!"과 동일하며, 다른 줄 하나는 "Happy birthday, dear _____"로 구성되며 빈 칸에 사람 이름을 넣는다. 한국어 가사도 존재하며 동일하게 이 규칙을 따른다. 보통 이름을 넣는 곳에 페르마타를 사용한다.
원문
Happy birthday to you
Happy birthday to you
Happy birthday Dear _____ (빈 곳은 사람의 이름)
Happy birthday to you
한국어 가사
생일 축하합니다.
생일 축하합니다.
사랑하는 ___의 (빈 곳은 사람의 이름)
생일 축하합니다.

## 참조
1. ↑  The Guinness Book of World Records 1998, 180쪽
2. 1 2 3  Brauneis, Robert (2010). “Copyright and the World's Most Popular Song”. 《GWU Legal Studies Research Paper No. 1111624》. SSRN 1111624.
3. ↑  중국에서는 표준 중국어 (지방에 따라서는 광둥어 등 방언으로 부르기도 한다.), 한국에서는 한국어
4. ↑  대표적인 예가 인도네시아이다. 이 나라에서는 영어와 인도네시아어 버전을 같이 부른다.
5. ↑  폴 콜린스 (2011년 7월 21일). “You Say It's Your Birthday. Does the infamous "Happy Birthday to You" copyright hold up to scrutiny?”. 《Slate magazine》. 2011년 8월 9일에 확인함.
6. ↑  Originally published in Song Stories for the Kindergarten (Chicago: Clayton E. Summy Co., 1896), as cited by Snyder, Agnes. Dauntless Women in Childhood Education, 1856–1931. 1972. Washington, D.C.: Association for Childhood Education International. p. 244.
7. ↑  “PrincetonInfo”. 2007년 12월 21일에 원본 문서에서 보존된 문서. 2007년 12월 25일에 확인함.
8. ↑  Wendy Williams said "We paid $700 to say happy birthday. You got to pay for the song." during an episode of her show, “Transcript of 5 Feb 2010 episode of 'The Wendy Williams Show'”. 2010년 2월 5일. 2011년 10월 9일에 원본 문서에서 보존된 문서. 2011년 5월 1일에 확인함.
9. ↑  EU countries observe the "life + 70" copyright standard.
10. ↑  537 US 186[깨진 링크(과거 내용 찾기)], Justice Stevens, dissenting, II, C.
11. ↑   김건우 기자, 2009년 4월 21일 작성, 2013년 3월 10일 확인
12. ↑  “Good morning”. 《Time》. 1934년 8월 27일. 2009년 5월 15일에 원본 문서에서 보존된 문서. 2009년 3월 22일에 확인함.

## 같이 보기
- 생일